# 俄罗斯空天防御兵
俄罗斯空天防御兵（縮寫：VKO）曾是俄羅斯聯邦軍隊的軍兵種，負責保護俄羅斯領空、攔截巡航導彈和運作俄羅斯軍事衛星，於2011年12月1日成立，取代俄羅斯太空軍。空天防御兵最早是由於2012年11月晉升為國防部副部長的奧列格·奧士塔培尼高上將指揮，而亚历山大·戈洛夫科中將在2012年12月24日被任命為新的指揮官。2015年與俄罗斯空军合併為俄罗斯空天军。

## 歷史
1967年，蘇聯反導彈和太空防禦部隊成立，1982年被改組為國防部的太空部隊；1991年蘇聯解體後，俄羅斯聯邦武裝力量於1992年5月7日成立，航天部隊則在同年的8月10日成立。1996年，航天部隊與戰略火箭軍合併，但於2001年改組。2006年，俄羅斯總統普京表示同意新的“航空航天防禦概念”，但沒有暗示空天防御兵將成為一個獨立的軍種；2008年，俄羅斯空軍總司令亞歷山大·澤林上將指戰略火箭軍和航天部隊應併入空軍。
2010年11月30日，俄羅斯總統梅德韋傑夫指空天防御兵將會是基於太空部隊，而奧士塔培尼高大將在2011年4月指「未來的系統」已被批准。宣佈空天防御兵的總統令題為《關於修改俄羅斯武裝力量的組織，直至2016年1月1日》，尚未印刷。

## 結構

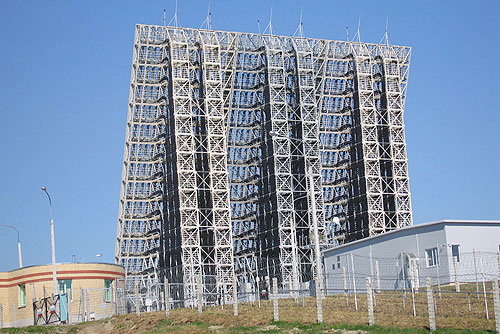
利卡圖西預警雷達站

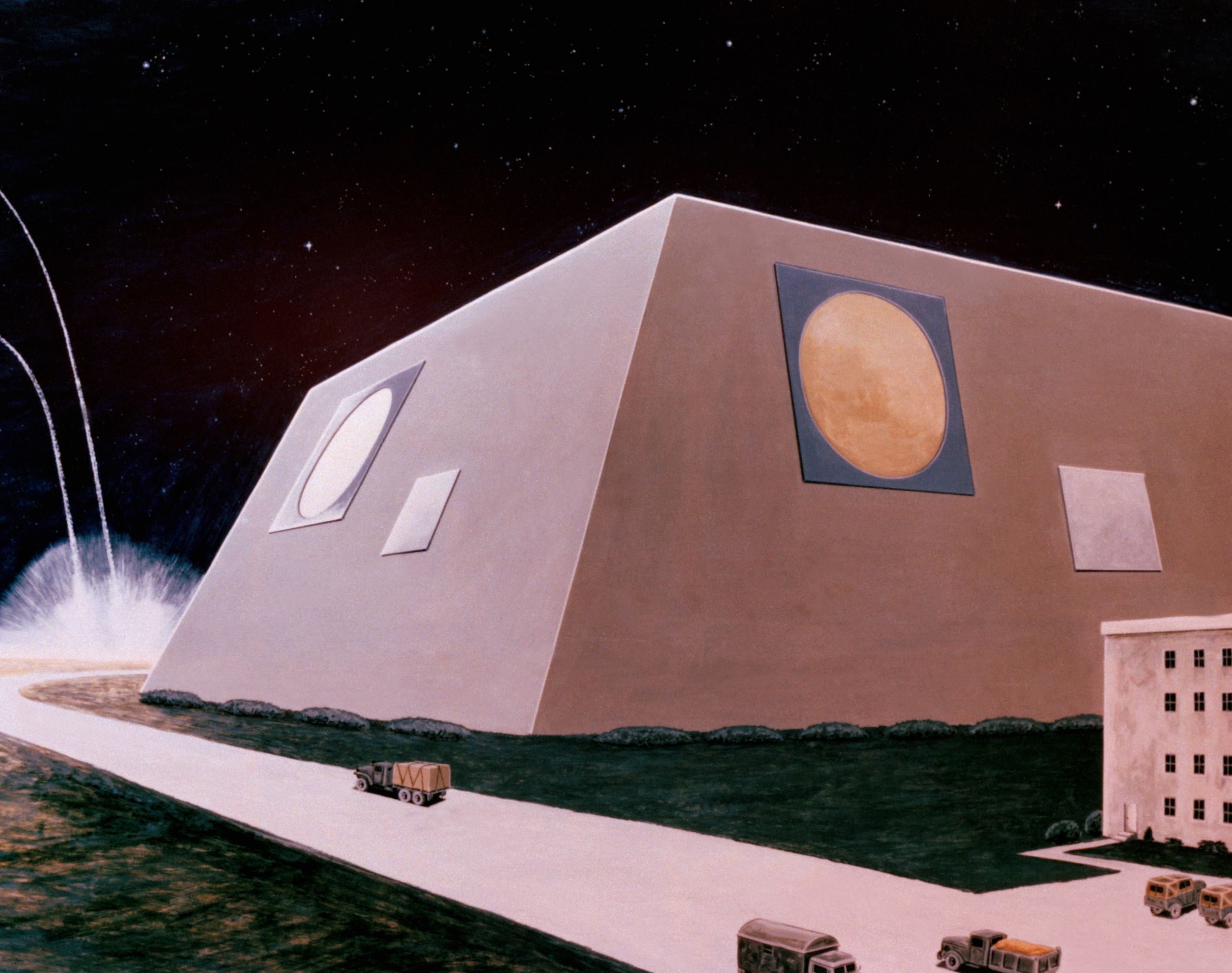
A-135反弹道导弹系统概念圖

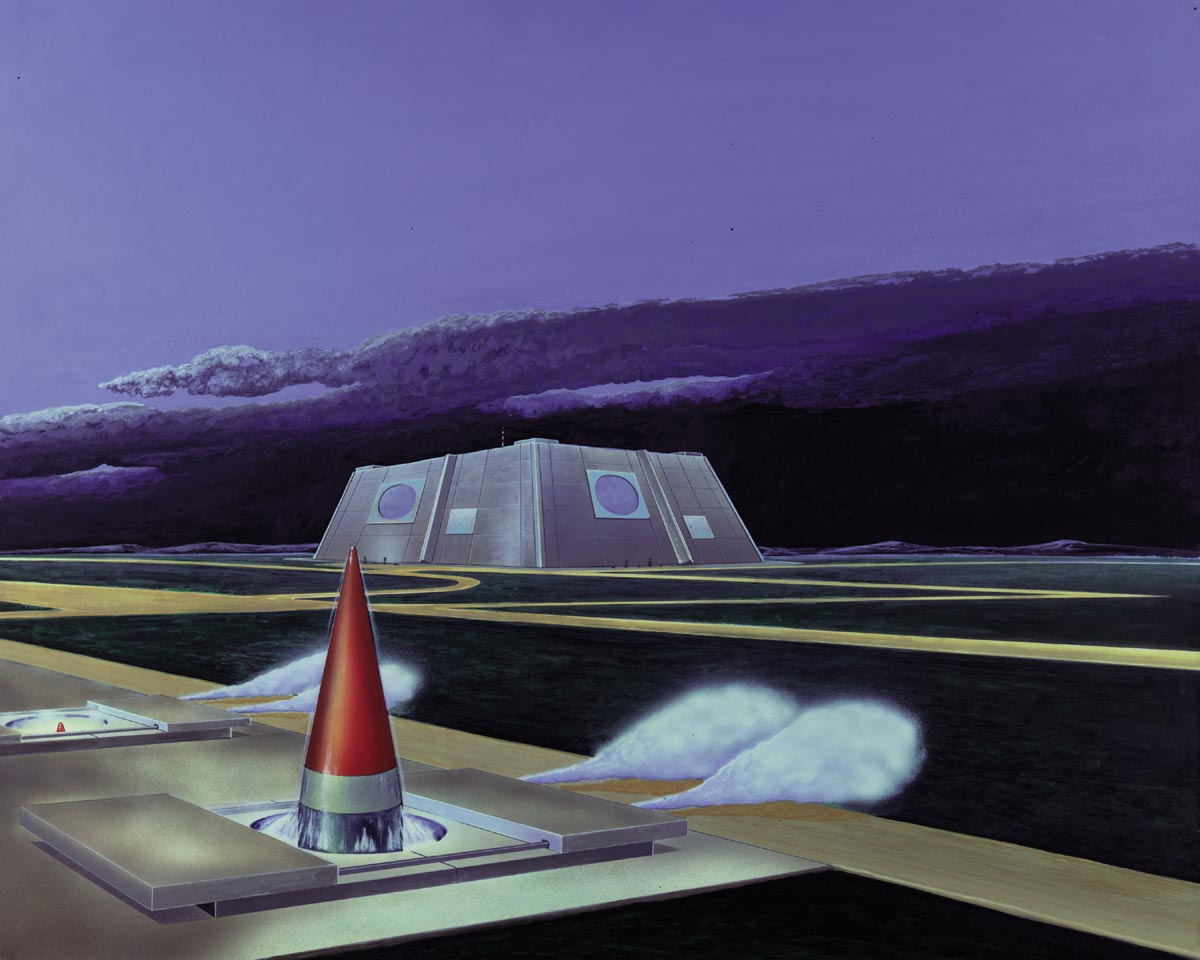
反衛星警戒概念圖

空天防御兵分為航天防禦司令部與航天司令部，結構如下所示：
- 航天司令部（英语：Russian Space Command）
  - 季托夫主要測試和航天系統控制中心（英语：Titov Main Test and Space Systems Control Centre）
  - 導彈襲擊預警主中心（英语：Main Centre for Missile Attack Warning）
  - 航天情報主中心（英语：Main Space Intelligence Centre）
    - 多瑙河雷達（英语：Dunay radar）
    - 克朗太空物體識別站（英语：Krona space object recognition station）
    - 克朗-N（英语：Krona-N）
    - 時刻綜合太空監視站（英语：Moment space surveillance complex）
    - Okno（英语：Okno）
    - Okno-S（英语：Okno-S）
- 航天防禦司令部
  - 第九導彈防禦部，位於普希金諾[7]
  - 第四導彈防禦旅，位於多爾戈普魯德
  - 第五導彈防禦旅，位於維德諾耶
  - 第六導彈防禦旅，位於勒熱夫

## 外部連結
- 官方網站（页面存档备份，存于）